# Flark
Flark är en typ av terräng som kan finnas i myrlandskap, speciellt blandmyrar i Norrland. Många av dessa blandmyrar är uppdelade i strängar av torrare mark med mellanliggande flarkar; blöta partier eller pölar som ofta saknar fast botten.